# Верник, Александр Борисович
Алекса́ндр Бори́сович Ве́рник (1912—2000) — советский машиностроитель, инженер-конструктор, учёный. Лауреат Ленинской премии (1963), лауреат Сталинской премии третьей степени (1948) и лауреат Государственной премии СССР (1976).

## Биография
Родился в 1912 году.
В 1938 году окончил вечернее отделение Уральского индустриального института имени С. М. Кирова.
В 1931—1951 гг. — на Уральском заводе тяжёлого машиностроения (Уралмашзаводе).
В 1932—1942 гг. — начальник экскаваторного бюро конструкторского отдела.
В 1942—1944 гг. — старший конструктор.
В 1944—1951 гг. — главный конструктор по индивидуальному производству.
В 1951—1956 гг. — на Сибирском заводе тяжёлого машиностроения (Сибтяжмаше).
В 1956—1972 гг. — на Электростальском заводе тяжёлого машиностроения.
В 1956—1962 гг. — главный конструктор трубных станов.
В 1962—1972 гг. — главный инженер.
Одновременно с 1938 года (с небольшими перерывами) преподавал в технических вузах.
Имел более 10 авторских свидетельств на изобретения.
Скончался в 2000 году в Электростали. Похоронен на кладбище «Тихая роща» (уч.3).

## Награды и премии
- Ленинская премия (1963) — за участие в создании типового высокоскоростного агрегата непрерывной сварки труб (с коллективом)
- Сталинская премия третьей степени (1948) — за разработку и промышленное освоение новой конструкции экскаватора высокой производительности (с коллективом)
- Государственная премия СССР (1976) — за создание непрерывного агрегата для производства сварных труб со скоростью выхода 1 200 м/мин (превышающей в 2 раза достигнутую на существующих станах) (с коллективом)
- Медаль «За трудовую доблесть» (1942)
- Медаль «За доблестный труд в Великой Отечественной войне 1941—1945 гг.»

## Учёные степени и звания
- Кандидат технических наук (1965)
- Доцент (1962)

## Семья
Жена — Щуклина Зоя Александровна (1913—1992)
- сын — Верник Владимир Александрович (1945—1982)

- сын  - Верник Юрий Александрович 1938

## Научные труды
- Верник А. Б. Мостовые краны большой грузоподъёмности: Конструирование, расчёт и изготовление. — М.; Свердловск: Машгиз. [Урало-Сиб. отд-ние], 1956. — 295 с. — 6000 экз.
- Верник А. Б. Разработка, создание и освоение технологии и оборудования для производства стальных труб: Основные направления проектирования отечественных трубных станов : Доклад обобщающий творческие работы и изобретения на соискание учёной степени кандидата технических наук / Московский институт стали и сплавов. — М., 1965. — 57 с.